# Griffelseeigel
Der Griffelseeigel  (Heterocentrotus mammillatus) lebt im flachen, strömungsreichen Wasser der Korallenriffe im Roten Meer und im tropischen Indopazifik von Ost- und Südafrika bis nach Hawaii, in Tiefen bis zehn Metern. 

## Merkmale
Sein namensgebendes Merkmal sind die griffelartigen, dicken, bis zwölf Zentimeter langen Primärstacheln. Die Primärstacheln sind meist bräunlich und können an den Enden einige weiße Bänder haben. Es gibt auch Exemplare mit rötlichen Stacheln. Die Sekundärstacheln sind abgeplattet und kurz und bilden ein Mosaik auf dem Endoskelett, das einen Durchmesser von acht Zentimetern erreichen kann. Die dunklen oder weißlichen Sekundärstacheln bilden farblich einen deutlichen Kontrast zu den Primärstacheln.

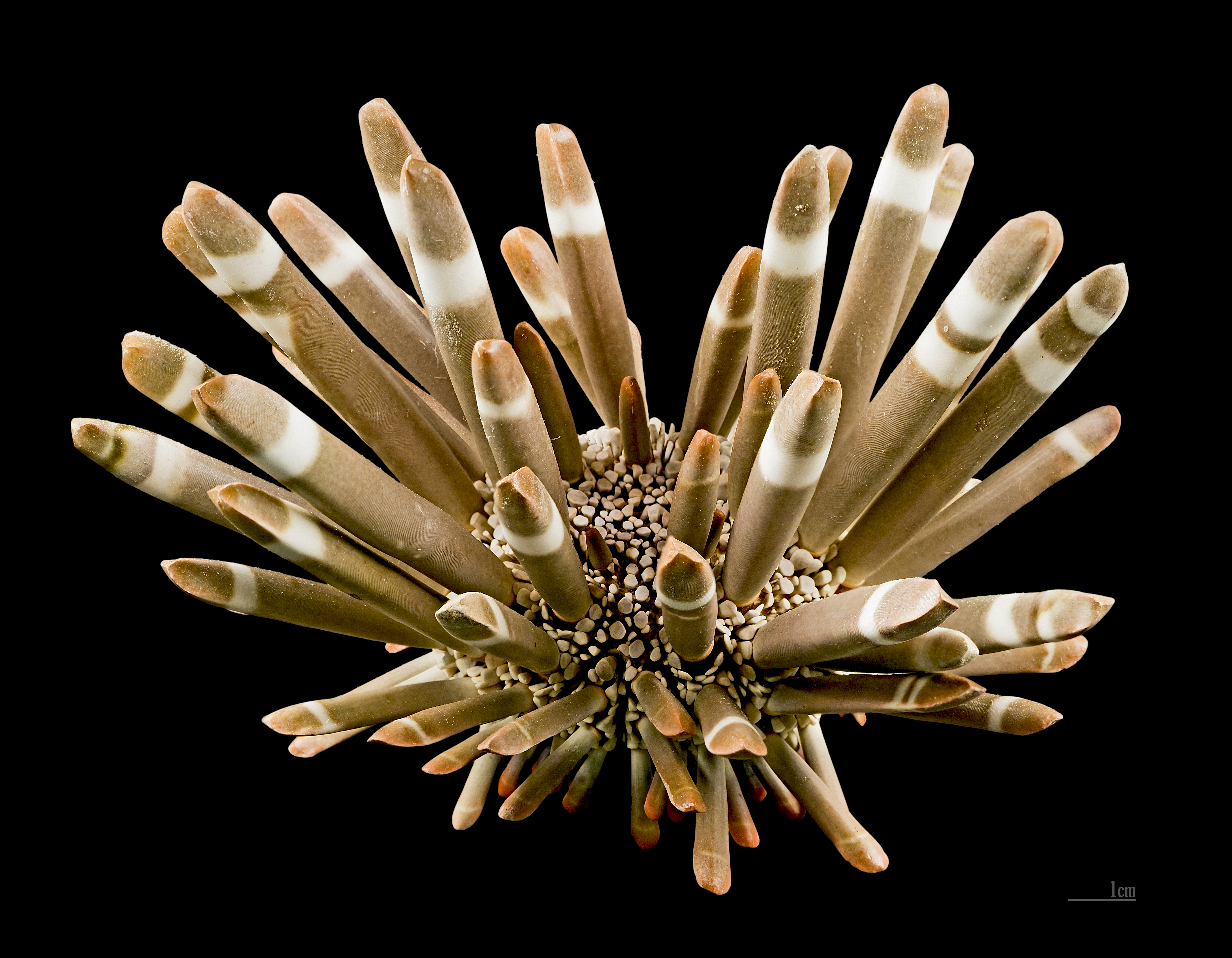
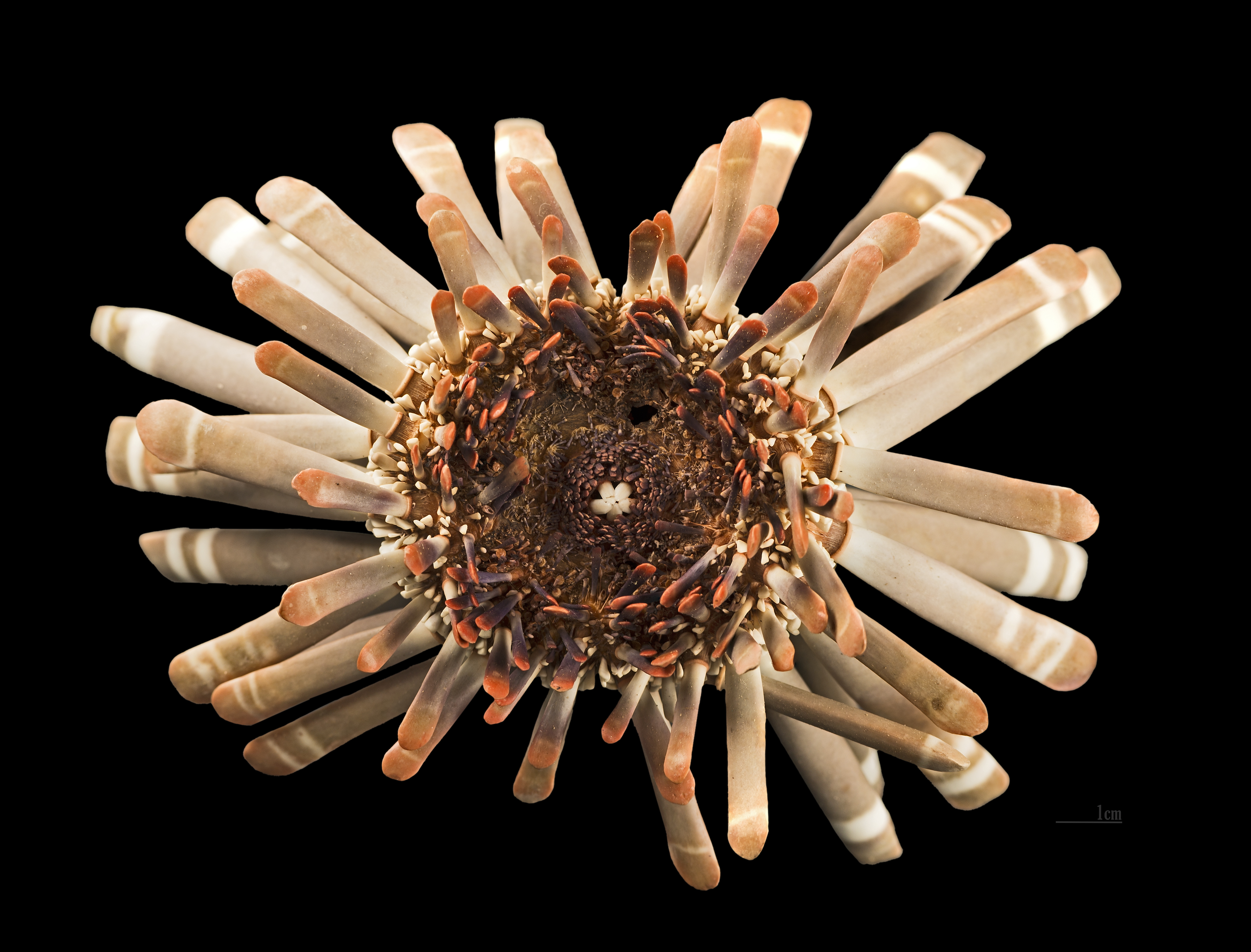

## Lebensweise
Der Griffelseeigel ist nachtaktiv und verbringt den Tag in Spalten und Löchern, mit Hilfe seiner Stacheln verkeilt, zwischen Korallenblöcken. Nachts verlässt er sein Versteck um Mikroalgen, Kalkrotalgen und Foraminiferen abzuweiden. Griffelseeigel bewegen sich mit ihren Saugfüßchen auf der Körperunterseite und können gut klettern. Zur Fortpflanzung versammeln sich die Tiere in großen Ansammlungen und geben ihre Gameten in das Wasser ab.
Die Primärstacheln wurden früher zum Schreiben auf Schiefertafeln benutzt und werden heute einzeln oder als Bestandteil eines Mobiles an Touristen verkauft.